# Pseudolaguvia shawi
Pseudolaguvia shawi är en fiskart som först beskrevs av Hora 1921.  Pseudolaguvia shawi ingår i släktet Pseudolaguvia och familjen Erethistidae. IUCN kategoriserar arten globalt som livskraftig. Inga underarter finns listade i Catalogue of Life.